# Армійська група «Шпрее»
Армійська група «Шпрее» (нім. Armeeabteilung Spree) або корпус «Шпрее» (нім. Korps Spree) — армійська група, оперативно-тактичне угруповання Вермахту на Східному фронті за часів Другої світової війни.

## Історія
Армійська група «Шпрее» була утворена 23 квітня 1945 в ході битви за Берлін.

## Райони бойових дій
- Німеччина (Берлін) (23 квітня — 8 травня 1945)

## Командування

### Командувачі
- генерал-лейтенант Гельмут Рейманн (нім. Hellmuth Reymann) (23 квітня — 8 травня 1945)

## Бойовий склад армійської групи «Шпрее»
- піхотна дивізія «Фрідріх Людвіг Ян» (Infanterie-Division "Friedrich Ludwig Jahn");
- 20-та панцергренадерська дивізія (20. Panzergrenadier-Division).